# William Tudor Gardiner

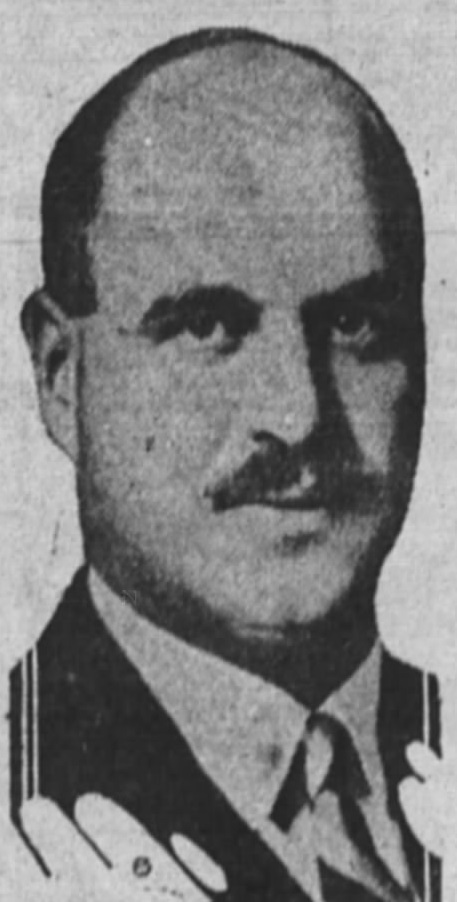
William Tudor Gardiner

William Tudor Gardiner (* 12. Juni 1892 in Newton, Massachusetts; † 3. August 1953 in Schnecksville, Pennsylvania) war ein US-amerikanischer Politiker und von 1929 bis 1933 Gouverneur des Bundesstaates Maine.

## Frühe Jahre
William Gardiner, der jüngste Sohn des Rechtsanwalts und Ökumenikers Robert Hallowell Gardiner, besuchte die Groton School und studierte dann bis 1917 an der Harvard University Jura. Während des Ersten Weltkriegs kämpfte er in der US Army. Nach dem Ende des Krieges schlug Gardiner in Portland eine erfolgreiche Karriere als Rechtsanwalt ein.

## Politischer Aufstieg und Gouverneur von Maine
Zwischen 1920 und 1926 war Gardiner Abgeordneter im Repräsentantenhaus von Maine, als dessen Speaker er zeitweise fungierte. Im Jahr 1928 wurde er als Kandidat der Republikanischen Partei gegen den Demokraten Edward C. Moran zum neuen Gouverneur seines Staates gewählt. Gardiner trat sein Amt am 2. Januar 1929 an, das er nach einer Wiederwahl im Jahr 1930 – erneut gegen Moran – bis zum 4. Januar 1933 ausüben konnte. In seiner Amtszeit wurden die Verwaltung und das Gerichtssystem von Maine reformiert. Ansonsten wurde seine Regierung von der Weltwirtschaftskrise geprägt, die auch in Maine ihre Spuren hinterließ. Auch hier gab es Bankenzusammenbrüche und eine steigende Arbeitslosigkeit. Die Krise erreichte etwa zu dem Zeitpunkt des Ausscheidens von Gardiner aus dem Amt des Gouverneurs ihren Höhepunkt.

## Weiterer Lebenslauf
Nach dem Ende seiner Amtszeit zog sich Gardiner aus der Politik zurück und widmete sich seinen privaten Angelegenheiten. William Gardiner starb am 3. August 1953 bei einem Flugzeugabsturz in Pennsylvania. Er war mit Margaret Thomas verheiratet, mit der er vier Kinder hatte.